# سم زنگ
سم زنگ (انگلیسی: Cem Zeng؛ زادهٔ ۲۱ اکتبر ۱۹۸۵) یک بازیکن تنیس روی میز اهل ترکیه است.